# Henry Cornelius (Richter)
Henry Karl Eduard Cornelius (* 10. August 1855 in Memel, Ostpreußen; † 1941) war ein deutscher Reichsgerichtsrat.

## Leben
Cornelius wurde 1876 auf den preußischen Landesherrn vereidigt. Ab 1885 wurde er als Staatsanwalt, ab 1893 als Landrichter eingesetzt. 1896 beförderte man ihn zum Landgerichtsrat. 1900 wurde er Oberlandesgerichtsrat in Breslau. 1905 kam er an das Reichsgericht in Leipzig. Er war im III. Zivilsenat tätig. Er wurde im Dezember 1923 in den Ruhestand versetzt.

## Schriften
- „Die Bestrafung des Selbstmordes“, Deutsche Juristen-Zeitung, Jahrgang 4 (1899), S. 398.
- „Zur Strafprozessnovelle“, Deutsche Juristen-Zeitung, Jahrgang 6 (1901), S. 468.